# Гайтукаев, Казбек Байсалович
Казбе́к Байса́лович Гайтука́ев (род. 8 марта 1937, Ишхой-Юрт, Чечено-Ингушская АССР) — чеченский писатель, учёный, председатель Союза писателей Чеченской Республики (1990—1994), сопредседатель Международного сообщества писательских союзов с 1998 года.

## Биография
Родился 8 марта 1937 года. Среднюю школу окончил в депортации в Киргизской ССР. В 1963 году окончил Чечено-Ингушский государственный университет.
В 1966 году окончил аспирантуру при Московском педагогическом государственном университете имени В. И. Ленина. В 1971 году в Тбилиси защитил кандидатскую диссертацию «Тема Кавказа в русской литературе 30-х годов XIX века».
В течение 16 лет работал преподавателем истории русской литературы Чеченского государственного университета имени Л. Н. Толстого. В 1978 году стал доцентом. С 1982 года работал в Чечено-Ингушском педагогическом институте. Был заведующим кафедрами русской литературы Чечено-Ингушского университета и Чечено-Ингушского пединститута. В 1983 году был переведён на должность профессора кафедры литературы.
Является автором многих научно-исследовательских трудов в области литературных и культурных связей, популярных статей и обзоров по творчеству местных писателей и русских классиков.
В 1979 году была издана его книга «В пламени слова». В 1984 году организовал первую лермонтовскую конференцию в Чечено-Ингушетии. По итогам конференции в 1987 году был издан сборник выступлений участников конференции «Проблема творчества и биографии М. Ю. Лермонтова», в котором Гайтукаев выступил как автор, редактор и составитель.
В 1990—1994 годах был председателем Союза писателей Чечни. С 1998 года является сопредседателем Международного сообщества писательских союзов.
В 1999 году тираж его книги «Писатель и его герои» был уничтожен прямо на складе Дома печати в результате бомбёжки.